# Witold Mańczak
Witold Mańczak (Sosnowiec, 12 d'agost de 1924 - 12 de gener de 2016) va ser un lingüista polonès que ha destacat com a romanista i indoeuropeista. Obtingué el màster en Filologia Romànica l'any 1948 i el doctorat el 1950. Fou professor a la Universitat Jagellònica amb diversos càrrecs des de 1954 fins a l'emeritatge el 1994. Fou membre de la Polska Akademia Umiejętności i de l'Acadèmia Polonesa de Ciències. En el seu treball destaquen les anomenades lleis de Mańczak, que expliquen aspectes del canvi lingüístic particularment en relació amb la morfologia.

## Publicacions
- Witold Manczak, The Method of Comparing the Vocabulary in Parallel Texts. Journal of Quantitative Linguistics 10(2): 93-103 (2003)  Arxivat 2012-02-06 a Wayback Machine.
- Witold Mańczak (1999). Wieża Babel. Wrocław: Zakład Narodowy im. Ossolińskich. ISBN 83-04-04463-3).[1]
- Witold Manczak: "Lingwistyka a Prehistoria". BULLETIN DE LA SOCIÉTÉ POLONAISE DE LINGUISTIQUE, fasc. LV, 1999 ISSN 0032-3802 pdf Arxivat 2007-09-27 a Wayback Machine.
- Folia Linguistica Historica, Acta Societatis Linguisticae Europaeae .ISSN 0165-4004 Vol. XXI / 1-2 (2000)

- WM: Criticism of naturalness: Naturalness or frequency of occurrence?
- WM: Damaris Nübling, Prinzipien der Irregularisierung. Ein kontrastive Analyse von zehn Verben in zehn germanischen Sprachen

- WM: O Odcyfrowaniach pism. BULLETIN DE LA SOCIÉTÉ POLONAISE DE LINGUISTIQUE, fasc. LX, 2004, ISSN 0032-3802
- PRAOJCZYZNA SŁOWIAN  Arxivat 2007-04-29 a Wayback Machine.